# Jacob Riek
Jacob Riek (Rieck, Rijk), född i Lübeck, död före september 1693 i Stockholm, var en tysk-svensk målarmästare och konterfejare.
Han var gift med Jockim Langs dotter Katarina Jockimsdotter. Riek fick troligtvis sin konstnärliga utbildning i Lübeck. Han flyttade till Sverige och var verksam med kyrkmålningar på Gotland under 1660-talet. Riek utförde 1667 en altaruppsats i Gerums kyrka på Gotland, och är troligen den som målat sandstensepitafiet över kyrkoherden Peder Hansson (död 1667) i Eksta kyrka, numera på Statens historiska museum. Av stilen av döma har han influerats av Johan Bartsch och var möjligen elev till denne. I Nordiska museet finns en bevarad altartavla från Eksta kyrka som Riek utförde och signerade 1667. Bredvid signaturen finns en röd sköld med tre vita pilgrimsmusslor som tyder på att Riek tillhört ett Lukasgille.
Han lämnade kort därpå Gotland och inskrevs 1672 som gesäll vid Stockholms målarämbete. Han fick samtidigt som sin svärfar burskap i Stockholm 1676 och upptogs 1689 som utländsk mästare vid Stockholms målarämbete.